# Purl (Film)
Purl ist ein US-amerikanischer, computeranimierter Kurzfilm von Kristen Lester aus dem Jahr 2018. Er gehört zur Pixar-Filmreihe SparkShorts und handelt von der Schwierigkeit eines anthropomorphen, weiblichen Wollknäuels, am neuen Arbeitsplatz eine Verbindung zu den männlichen (menschlichen) Kollegen aufzubauen. Die Produktion feierte am 14. August 2018 auf dem Animationsfilmfestival der Computergrafik-Konferenz SIGGRAPH ihre Premiere. Am 4. Februar 2019 wurde sie auf dem offiziellen YouTube-Kanal von Pixar erstmals online veröffentlicht.

## Handlung
Purl, ein anthropomorphes, pinkes Wollknäuel, hat eine Bürostelle im Investment-Unternehmen B.R.O. Capital erhalten. Ihre Vorfreude auf ihre neuen Aufgaben wird bald getrübt, weil Purls Versuche, sich mit ihren männlichen Kollegen anzufreunden, allesamt scheitern. Diese sind dabei von ihren Tischdekorationen aus Wolle sowie ihren Handarbeits-Witzen irritiert und schenken ihr in ihrem ersten Meeting keinerlei Beachtung, da sie nach ihrer Ansicht zu zimperlich sei. Während die anderen danach zu Mittag essen gehen, bleibt Purl traurig zurück, als ihr Blick auf Fotos der Mitarbeiter fällt.
Da Purl merkt, dass die Belegschaft, bis auf sie selbst, aus weißen Männern mit identischen Anzügen und Frisuren besteht, beschließt sie, ihr Aussehen mittels Strickzeug zu verändern, ihre Tischdekoration auszutauschen und einen Anzug zu tragen. Nachdem ihre Kollegen zurückkehren, imitiert die nun nicht mehr kugelrunde, sondern flache Purl deren Ausdrucksweise wie vulgärere Witze sowie ihr großspuriges Verhalten in Sitzungen, wodurch sie erstmals von ihnen wahrgenommen wird. Purls Kollegen mögen sie nun, weswegen sie sie an ihrem Arbeitsalltag teilhaben lassen und nach Feierabend in eine Bar einladen.
Kurz bevor sich Purl und die anderen auf den Weg machen, kommt Lacy, ein gelbes Wollknäuel, im Büro an. Weil ihre neue Kollegin wie sie selbst zuvor ignoriert wird, bietet Purl ihr spontan an, mitzukommen. Einige Tage später weist Purl, die wieder wie anfangs aussieht, einen neuen Kollegen ein, wobei die Belegschaft des Unternehmens nun aus Männern verschiedener Ethnien sowie mehreren weiblichen Wollknäueln besteht.

## Besetzung und Synchronisation
Die Synchronisation des Films wurde bei der FFS Film- & Fernseh-Synchron nach einem Dialogbuch von Sabine Frommann unter der Dialogregie von Patrick Roche erstellt.
| Rolle               | Englische Stimme     | Synchronstimme |
| ------------------- | -------------------- | -------------- |
| Purl                | Bret Parker          | Kathrin Gaube  |
| Lacy                | Emily Davis          | Farina Brock   |
| B.R.O.-Angestellter | Michael Daley        |                |
| B.R.O.-Angestellter | Michael Frederickson |                |
| B.R.O.-Angestellter | Erik Langley         |                |
| B.R.O.-Angestellter | Jimmy Lillard        |                |
| B.R.O.-Angestellter | Austin Madison       |                |
| B.R.O.-Angestellter | Kelsey Mann          |                |
| B.R.O.-Angestellter | Kyle McDaniel        |                |
| B.R.O.-Angestellter | Victor Navone        |                |
| B.R.O.-Angestellter | Michael Yates        |                |
| B.R.O.-Angestellte  | Aphton Corbin        |                |
| B.R.O.-Angestellte  | Mitra Shahidi        |                |
| B.R.O.-Angestellte  | Domee Shi            |                |

## Produktion
Kristen Lester, die eigentlich führende Angestellte in der Drehbuch-Abteilung des amerikanischen Animationsstudios Pixar ist, erhielt 2018 von ihrem Arbeitgeber das Angebot, im Zuge der SparkShorts ihren ersten animierten Film zu drehen. Die SparkShorts sind eine Kurzfilmreihe, deren Produktionen in einem Zeitraum von sechs Monaten mit niedrigem Budget entstehen und auf persönlichen Erlebnissen der Debüt-Regisseure basieren. Zudem hat die Initiative das Ziel, mehr Frauen und People of Color Animationsfilme produzieren zu lassen. Purl war dabei nicht nur der erste Kurzfilm der SparkShorts, sondern auch eine der ersten ohne Mitwirkung von John Lasseter entstandenen Pixar-Produktionen. Der Regisseur und Mitgründer des Studios verließ das Unternehmen 2018, laut eigener Aussage aufgrund Fehltritten gegenüber weiblichen Angestellten.
Lester beschloss, in Purl ihre Erfahrungen als Frau in der Animationsindustrie zu verarbeiten. Während ihres Studiums war das Verhältnis zwischen Frauen und Männern nach ihrer Aussage ausgeglichen, jedoch sei sie am Anfang ihrer Karriere häufig die einzige Frau in den Filmteams gewesen. Weil sie nur schwer eine Verbindung zu ihren männlichen Kollegen aufbauen konnte und sich daher sehr isoliert fühlte, habe sie unterbewusst angefangen, in Gesprächen ihre feminine Seite zu unterdrücken und das Verhalten männlicher Kollegen zu imitieren. Dies habe sich erst mit ihrer Einstellung bei Pixar geändert. Durch den Umgang mit Kolleginnen, die ihre Feminität offen zeigten und auch in Filmproduktionen mit einbringen wollten, habe Lester gemerkt, mit ihrem vorherigen Verhalten ihre wahre Persönlichkeit zu unterdrücken. Dank dieser neuen Selbstakzeptanz habe Lester nicht nur die eigene Kreativität verbessert, sondern auch Mitarbeitende verschiedener Geschlechter und sexueller Orientierungen ermutigt, sie selbst zu sein. Als Lester ihrer Kollegin Gillian Libbert-Duncan die Handlung ihres Films schilderte, um sie als Produzentin zu gewinnen, sagte diese zu, da sie in ihrer eigenen Karriere ähnliche Erfahrungen machte. Der Unternehmensname B.R.O. Capital ist dabei eine Anspielung auf die sogenannte bro culture. Im englischen Sprachraum wird mit diesem Begriff ein in manchen Berufen, vor allem im Finanz- oder Technologiewesen, häufig verbreitetes Arbeitsklima bezeichnet, in dem weibliche Angestellte durch machohaftes Verhalten männlicher Kollegen herablassend behandelt werden.
Lester entschied sich aufgrund ihrer Vorliebe für Handarbeiten wie Stricken oder Weben für ein anthropomorphes Wollknäuel als Hauptfigur. Zum Produktionszeitpunkt sah sie auch in ihrer Heimatstadt San Francisco häufig Guerilla Knitting. Die vielfältige Verwendung von Garn habe sie daher mit dem Wunsch der Hauptfigur verbunden, sich durch Aneignung einer neuen Identität zu verwandeln. Zudem las Lester ein Buch über Assoziationen zwischen Feminismus und Stricken, was ihre Entscheidung bestätigte. Des Weiteren sei das flauschige Wollknäuel ein guter Kontrast zur restlichen, kantigen Film-Umgebung aus Beton und Stahl gewesen, um die Ausgrenzung der Hauptfigur zu unterstreichen. Die Unterschiede zwischen Purl und den Männern wurden zudem durch bestimmte Animationstechniken hervorgehoben, durch die ihre Bewegungen nicht einer computeranimierten, sondern Stop-Motion-Figur ähnelten. Für den Jazz-Soundtrack wurde die türkische Komponistin Pınar Toprak verpflichtet, die für dessen Vertonung mit einer Big Band zusammenarbeitete. Die Aufnahmen fanden im Capitol Records Building in Los Angeles statt.

## Veröffentlichung
Die Produktion feierte ihre Uraufführung im August 2018 auf dem Animationsfilmfestival der Computergrafik-Konferenz SIGGRAPH. Am 18. Januar 2019 folgte die US-amerikanische Kinopremiere im El Capitan Theatre in Hollywood. Am 4. Februar wurde Purl schließlich international auf dem offiziellen YouTube-Kanal von Pixar veröffentlicht und ist seit dem Start des Streamingdienstes am 12. November auch bei Disney+ verfügbar.
In den Vereinigten Staaten erhielt Purl für Pixar-Kurzfilme ungewöhnlich von der Motion Picture Association eine PG-Altersfreigabe, also den Hinweis für Eltern, dass der Film für Kinder möglicherweise ungeeignete Szenen enthält. Dies lag wahrscheinlich an der Verwendung der Schimpfwörter ass und prick sowie einer Szene, in der die angetrunkene Titelfigur in einer Bar grüne Fäden erbricht.

## Rezeption
In der Internet Movie Database erreichte der Film eine Bewertung von 6,5 von zehn Sternen basierend auf 4.034 abgegebenen Stimmen.
Für Marc Snetiker in der Entertainment Weekly enthalte der Film zwar etwas erwachsenere Gags als vorherige Pixar-Werke. Jedoch behandle die Produktion die weite Verbreitung toxischer Maskulinität und patriarchalischer Strukturen in amerikanischen Unternehmen auf eine effiziente, alle Altersklassen ansprechende Weise. Samantha Leach schrieb in der Glamour, dass das Ende vielleicht eine Vereinfachung über die Verbesserung von Arbeitsklima sei. Allerdings habe Purl dennoch eine kraftvolle, nachvollziehbare Botschaft über die Notwendigkeit von Diversität im Beruf. Für Joshua Rivera in der GQ widme sich Purl einem realen, ernsten Thema bemerkenswert direkt. Trotz einer eher oberflächlichen Schlussfolgerung sei der Film ein Beweis für Pixars faszinierenden Versuch, neue erzählerische Wege zu gehen. Ben Travis bezeichnete die Produktion in der Empire als geschickt aufgebaut und witzig. Dank des typischen Pixar-Charmes wirke dies dabei nicht moralisierend, sondern sei gleichzeitig lustig, emotional und visuell einfallsreich. Amanda Kooser schrieb in der CNET, dass Purl das Publikum nicht nur herzlich zum Lachen bringe, sondern auch zu Tränen rühre, während der Film es laut Petrana Radulovic von der Polygon in sich habe und eine tiefgründige Allegorie darstelle.

## Auszeichnung und Nominierung
Im August 2019 gewann Purl auf dem Animationsfilmfestival der SIGGRAPH den Best in Show Award für den besten Kurzfilm. Im Jahr darauf erhielt die Produktion eine Nominierung für den Humanitas-Preis in der Kategorie Bester Kurzfilm.